# Louis Chaudet
Louis Chaudet (Manhattan, 20 marzo 1884 – Burbank (contea di Los Angeles), 10 maggio 1965) è stato un regista e sceneggiatore statunitense del cinema muto.
Occasionalmente appare nei crediti anche con il nome L.W. Chaudet.

## Biografia
Nato a Manhattan nel Kansas, Louis Chaudet cominciò la sua carriera come fotografo e attore di vaudeville prima di passare al cinema dove sarebbe diventato regista. Lavorò per la Nestor Film Company, la prima casa di produzione cinematografica ad aprire uno studio permanente a Hollywood, girando per la compagnia di David Horsley numerosi cortometraggi con un team di attori abituali tra i quali spesso apparivano Eddie Lyons e Lee Moran.
Si ritirò all'avvento del sonoro. Nella sua carriera si contano circa un'ottantina di film. Scrisse anche qualche sceneggiatura.

## Filmografia
La filmografia - basata su IMDb - è completa.

### Regista
- Tiger Bait[2] – cortometraggio (1915)
- The Black Leopard – cortometraggio (1915)
- The Master of the Bengals – cortometraggio (1915)
- Can You Beat It? – cortometraggio (1915)
- Beached and Bleached – cortometraggio (1915)
- The Battle of Chili Con Carne – cortometraggio (1916)
- Broke But Ambitious – cortometraggio (1916)
- The Terrible Turk – cortometraggio (1916)
- The Boy from the Gilded East – cortometraggio (1916)
- Nobody Guilty – cortometraggio (1916)
- In Jungle Wilds – cortometraggio (1916)
- A Silly Sultan – cortometraggio (1916)
- Model 46 – cortometraggio (1916)
- With the Spirit's Help – cortometraggio (1916)
- When the Spirits Fell – cortometraggio (1916)
- Almost Guilty – cortometraggio (1916)
- His Own Nemesis – cortometraggio (1916)
- The Barfly – cortometraggio (1916)
- Love and a Liar – cortometraggio (1916)
- A Political Tramp – cortometraggio (1916)
- Knights of a Bathtub – cortometraggio (1916)
- How Do You Feel? – cortometraggio (1916)
- The White Turkey – cortometraggio (1916)
- Pass the Prunes – cortometraggio (1916)
- Two Small Town Romeos – cortometraggio (1916)
- It Sounded Like a Kiss – cortometraggio (1916)
- Pretty Baby – cortometraggio (1916)
- Practice What You Preach – cortometraggio (1917)
- One Thousand Miles an Hour – cortometraggio (1917)
- Treat 'Em Rough – cortometraggio (1917)
- A Macaroni Sleuth – cortometraggio (1917)
- Why, Uncle! – cortometraggio (1917)
- His Wife's Relatives – cortometraggio (1917)
- A Hasty Hazing – cortometraggio (1917)
- Down Went the Key – cortometraggio (1917)
- A Million in Sight – cortometraggio (1917)
- A Bundle of Trouble – cortometraggio (1917)
- Some Specimens – cortometraggio (1917)
- When the Cat's Away – cortometraggio (1917)
- Shot in the West – cortometraggio (1917)
- Mixed Matrimony – cortometraggio (1917)
- Under the Bed – cortometraggio (1917)
- Follow the Tracks – cortometraggio (1917)
- The Home Wreckers – cortometraggio (1917)
- What a Clue Will Do – cortometraggio (1917)
- The Lost Appetite – cortometraggio (1917)
- To Oblige a Vampire – cortometraggio (1917)
- Moving Day – cortometraggio (1917)
- Tell Morgan's Girl – cortometraggio (1917)
- Burglar by Request – cortometraggio (1917)
- To Be or Not to Be Married – cortometraggio (1917)
- Poor Peter Pious – cortometraggio (1917)
- A Young Patriot – cortometraggio (1917)
- A Dark Deed – cortometraggio (1917)
- Seeing Things – cortometraggio (1917)
- Follow the Girl (1917)
- The Rushin' Dancers – cortometraggio (1917)
- The Winning Pair – cortometraggio (1917)
- Looking 'Em Over – cortometraggio (1917)
- The Edge of the Law (1917)
- Pete, the Prowler – cortometraggio (1917)
- Society's Driftwood (1917)
- The Finger of Justice – cortometraggio (1918)
- The Girl of My Dreams (1918)
- Hoop-La, regia di Louis Chaudet (1919)
- The Long Lane's Turning (1919)
- The Love Call (1919)
- The Blue Bonnet
- Common Sense (1920)
- KingFisher's Roost, co-regia di Paul Hurst (1921)
- Fools of Fortune (1922)
- Defying Destiny  (1923)
- A Man of Nerve (1925)
- Fightin' Jack (1926)
- Lightning Bill (1926)
- Eyes Right! (1926)
- Tentacles of the North (1926)
- A Captain's Courage (1926)
- Speeding Hoofs (1927)
- Outcast Souls (1928)
- The Devil Bear (1929)

### Sceneggiatore
- With the Spirit's Help, regia di Louis Chaudet (1916)
- Common Sense, regia di Louis Chaudet (1920)
- KingFisher's Roost, regia di Louis Chaudet e Paul Hurst (1921)